# 荃灣碼頭

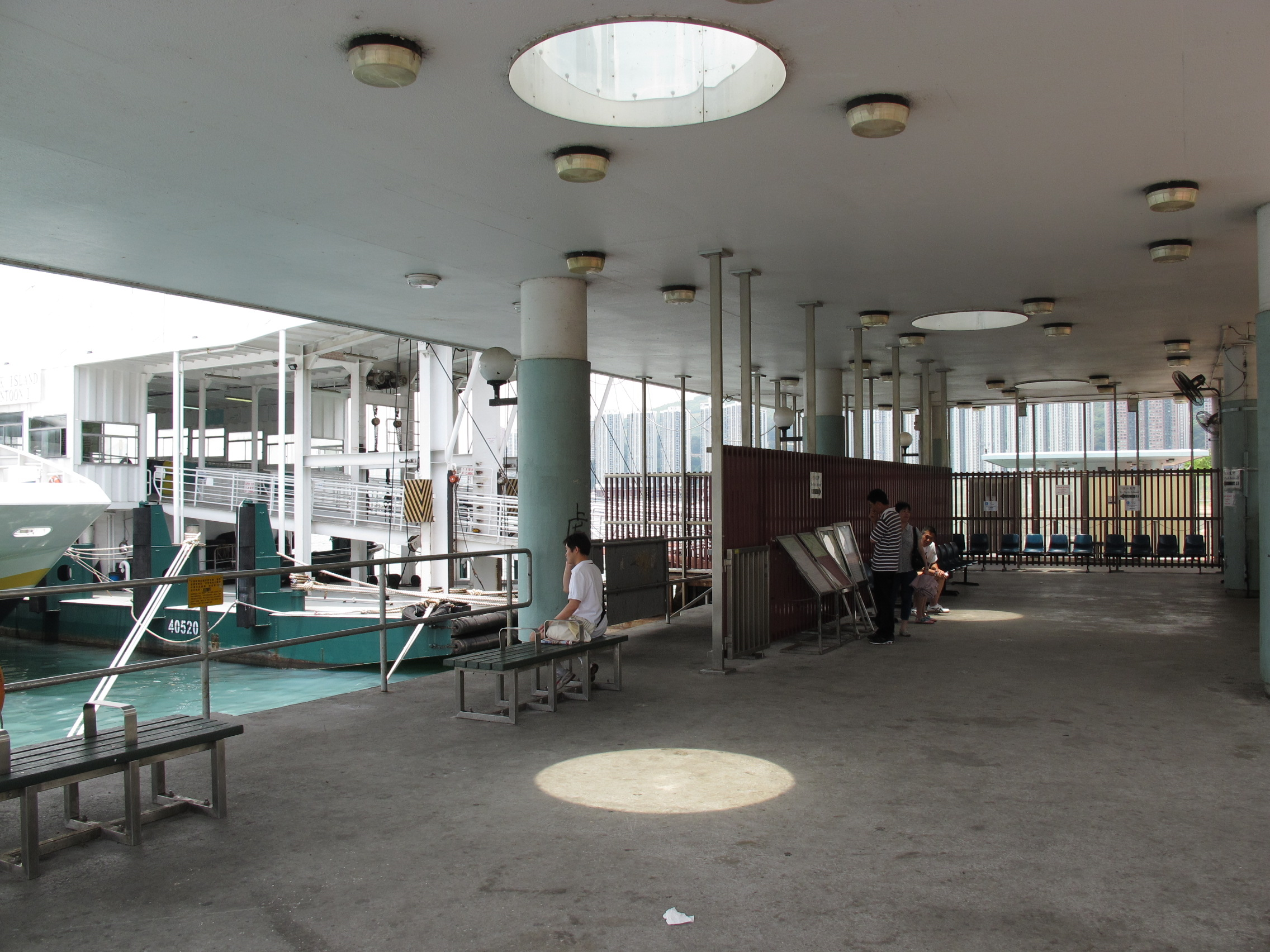
碼頭內部

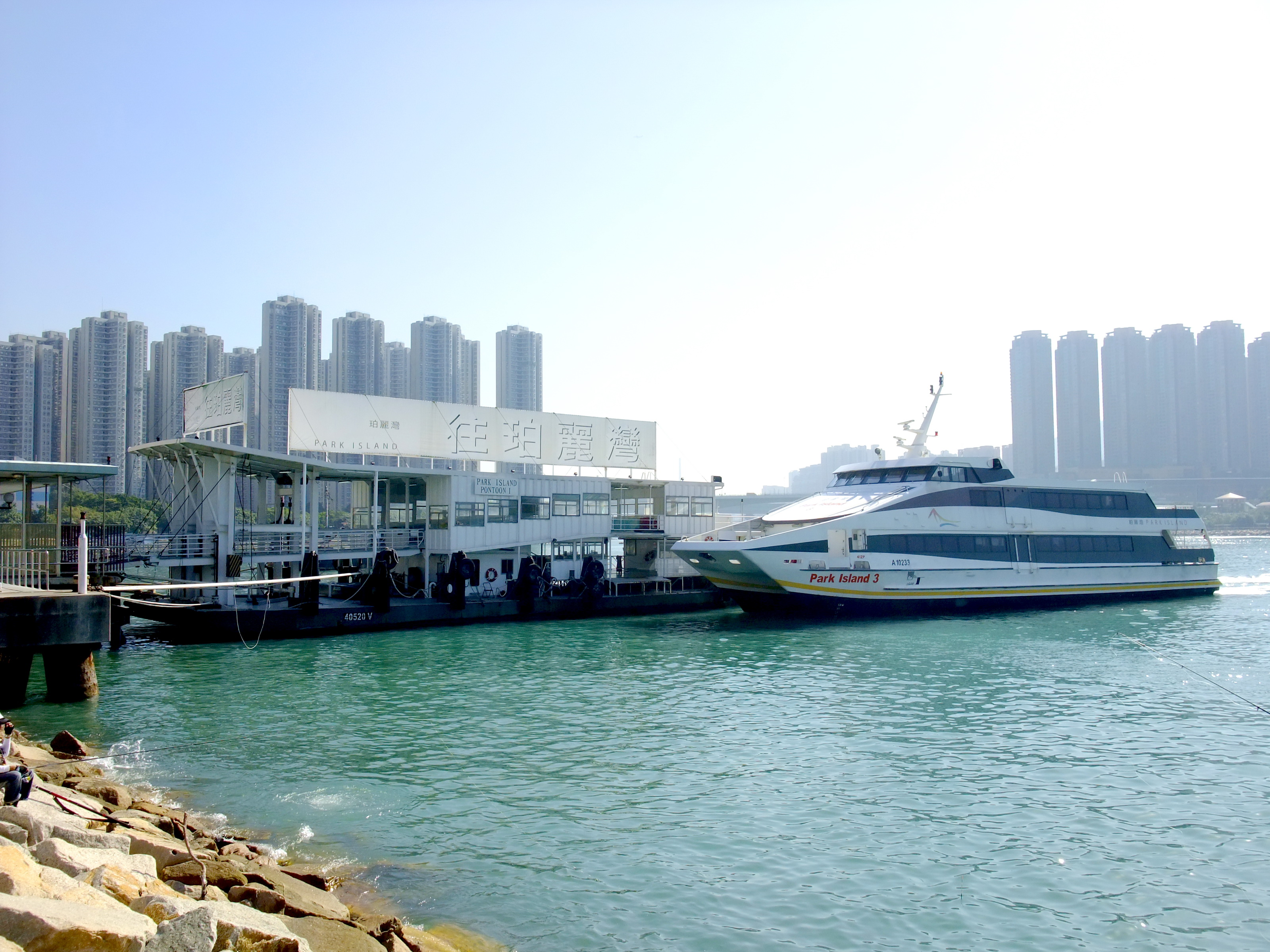
一艘往返珀麗灣的渡輪剛抵達荃灣碼頭

荃灣碼頭（英語：Tsuen Wan Pier），又稱荃灣渡輪碼頭，是香港新界荃灣沿海的一個碼頭，位於港鐵屯馬綫荃灣西站以南。現時碼頭只設有定期航班往返馬灣珀麗灣，珀麗灣航線的營辦商珀麗灣客運原已於2012年12月13日牌照屆滿後不再續約，有關方案往荃灣站由NR331穿梭巴士取代，往荃灣西站建議再轉乘95K線穿梭巴士取代。但由於受到珀麗灣業主投訴寵物不能乘巴士外出診治，促令航線於2013年6月8日起復航，每日只開三班，以解決燃眉之急。另為方便該島往新界區住客又開辦新輔助路線NR331S直往荃灣西站。
而另一泊位是用作公眾碼頭（荃灣公眾碼頭），沒有固定航線，現時只供青衣船廠員工早晚往返荃灣購補給物資及假日旅遊船河上落用。

## 歷史

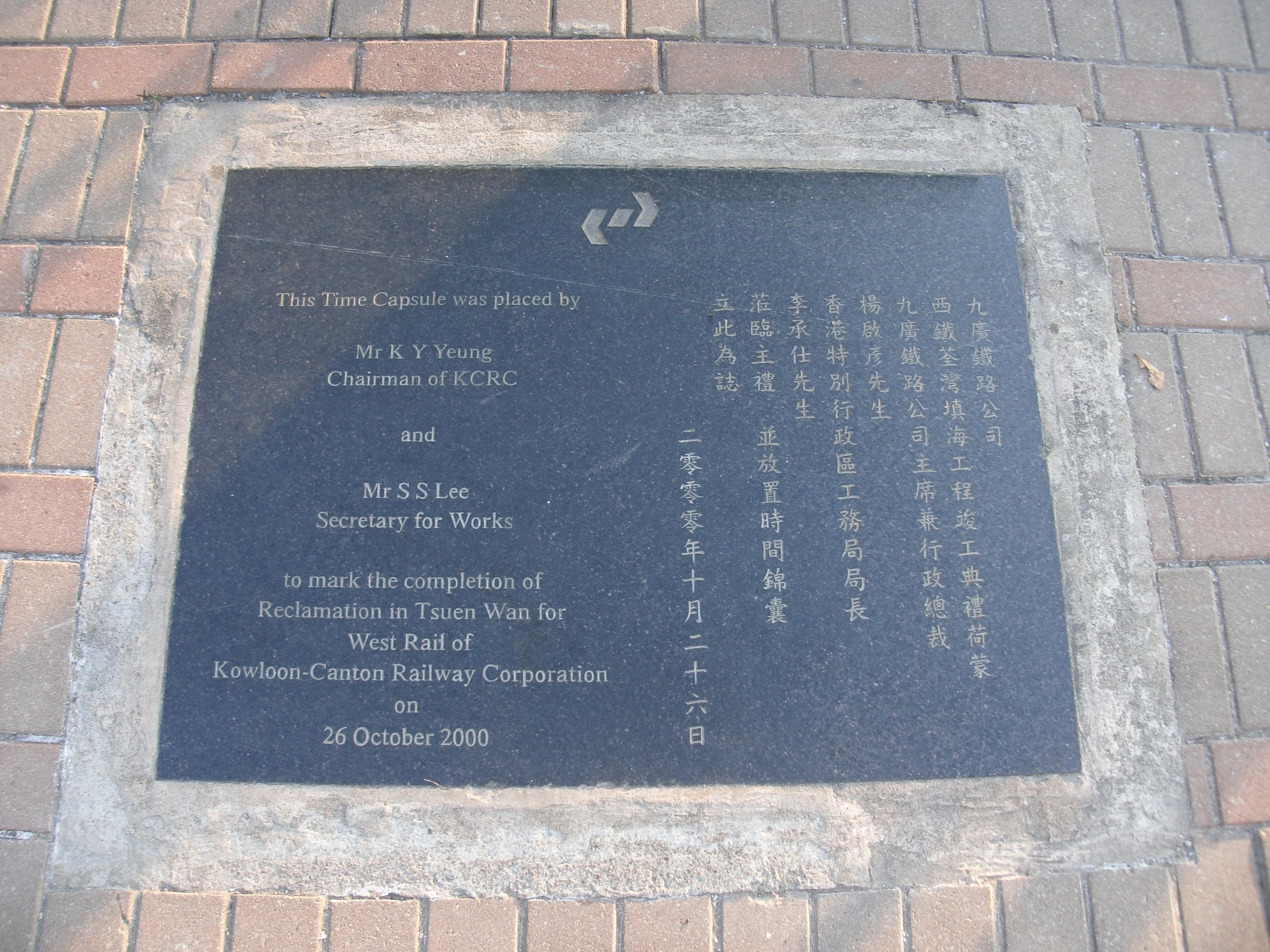
第3代碼頭因「西鐵荃灣填海工程」拆卸

現時的荃灣碼頭已是第4代，先前經歷了3次搬遷。
第1代碼頭早在戰前1935年正式啟用，但油麻地小輪1938年才接辦來往香港島中環的渡輪服務，以當年來說，是一條遙遠的航線。期間，常出現海盜問題，如深水埗渡輪晚上被海盜洗劫事件及海盜偽裝在船上賣藝劫船事件等，對港外航線開辦是個隱憂。該碼頭在1942年日本侵佔香港時遭炸毀。
第2代在1958年啟用，位置在現時灣景廣場，後遷往楊屋道海邊（現時如心廣場附近），青衣大橋1974年通車前，荃灣碼頭來往青衣碼頭的航線是青衣島的主要對外交通工具。是該航線的黃金歲月，因當時青衣島上原居民多到荃灣補給及上班上學，而該處亦曾附屬巴士總站，位置為荃灣大會堂及灣景廣場之間，隨著往返九龍及新界的巴士路線不斷開辦，此碼頭成為當時全新界區最繁忙的巴士總站，當時區內外路線合共高達近20條，碼頭於1983年因填海興建荃灣路及祈德尊新邨而拆卸。
第3代接着在1983年啟用時，位於荃灣路對出填海區，亦是荃灣碼頭的黃金歲月時期，為一座龐大建築，內有入境事務處、出生及婚姻登記處等政府辦公部門，並附設荃灣運輸大樓，作為荃灣碼頭的巴士總站，內有商店、多層停車場，與接鄰的灣景廣場內設酒樓及大型超市等設施。舊巴士總站於第3代碼頭及荃灣運輸大樓啟用後仍運作，只有部份巴士路線遷入荃灣運輸大樓。兩個總站名稱均為「荃灣碼頭」，但繼續使用舊巴士總站之路線如九巴33A線及234A線使用之總站名稱俗稱為「舊荃灣碼頭」。巴士總站其後拆卸建為公園，服務路線遷入荃灣（如心廣場）巴士總站。後期荃灣碼頭停車場使用率減少，政府更將天台租出給予荃灣駕駛學院（今觀塘駕駛學院）使用。當時渡輪有「荃灣直航至中環」、「荃灣經青衣至中環」、「荃灣經中環至北角」、「荃灣經屯門至大澳」等航線，其間為應付龐大客量罕有地派出3層船「民平」、「民昇」兩船80年代初於繁忙時間行走香港往來荃灣航線，也只有這2艘三層船能夠穿越藍巴勒海峽青衣南橋，直達荃灣。
2000年因填海興建九廣西鐵（今港鐵屯馬綫）荃灣西站而拆卸，政府部門遷離，航線亦停辦。而一直以來荃灣碼頭往返中環統一碼頭的渡輪，亦因為西區海底隧道通車而開辦了過海隧道巴士930線，使來往荃灣區和港島區之間的車程大幅縮短，所以港九小輪有限公司亦於2000年7月1日將有關服務停航。
現時的第4代碼頭在2003年啟用，在荃灣西站對出填海區，為荃灣最後一次填海工程完成後加建，在往返馬灣珀麗灣只作有限度渡輪服務外，現時並無其他渡輪航線使用。

### 補充歷史資料：[8]
- 香港新界小輪公司於1925年營辦來往荃灣及中環線
- 油麻地小輪於1938年11月6日接辦來往荃灣或青衣及中環線
- 油麻地小輪於戰後1946年9月11日起恢復營運來往荃灣或青衣及中環線
- 油麻地小輪於1958年7月3日調整為來往荃灣及中環線（經青衣）
- 油麻地小輪於1973年5月1日起各線改為直行來往青衣及中環線、來往荃灣及中環線、及來往青衣及荃灣線
- 油麻地小輪於1973年12月1日取消來往青衣及中環線，來往青衣的乘客要於荃灣轉船
- 油麻地小輪於1981年5月8日開辦來往荃灣及北角線
- 油麻地小輪於1982年6月7日來往荃灣及北角線加停中環
- 來往荃灣及中環線於1986年8月1日全線改用飛翔船行走
- 油麻地小輪於1988年8月27日停辦來往青衣及荃灣線，但其間仍舊維持星期一至五繁忙時間及星期六早上經青衣往中環普通渡輪服務
- 港九小輪於1998年9月20日接辦來往荃灣及中環線（經青衣）

## 改善工程
荃灣碼頭洗手間於2018年8月11日進行翻新工程，2019年6月3日重新開放。

## 使用狀況
自從荃灣至中環航線停辨，基本上沒有渡輪使用舊荃灣碼頭，人跡罕至，碼頭儼如荒廢。直至珀麗灣往返荃灣的渡輪服務開辦後，人流始見回升，但乘客僅限珀麗灣居民。
值得一提的是，此碼頭是全港最接近港鐵車站的登岸碼頭，上岸步行只消一分鐘，比東涌綫的香港站還近。有民間意見認為荃灣碼頭有條件開拓假日離島渡輪航線，但香港政府從未作出相關的可行性研究。

## 另見
- 荃灣碼頭巴士總站

## 站外鏈結
- 中原地圖上的荃灣碼頭 （页面存档备份，存于）
- 荃葵青交通總站巡禮 - 荃灣碼頭 (1)
- 荃灣運輸綜合大樓，連同未拆卸的荃灣碼頭（香港公共圖書館多媒體資訊系統）[永久]